# Non Pa Wai
Koordinaten: 14° 58′ 23,9″ N, 100° 40′ 30,6″ O
Non Pa Wai (auch Non Pha Wai) ist ein archäologischer Fundplatz im Tal Khao Wong Prachan in der Provinz Lop Buri in Zentral-Thailand, etwa 15 km nördlich der Stadt Lop Buri. In der Ebene des Mae Nam Chao Phraya (Chao-Phraya-Fluss) und seiner Zuflüsse finden sich hügelige Aufschlüsse von Kupfererzen.

## Grabungsgeschichte
Non Pa Wai wurde 1986 und 1990 unter der Leitung von Vincent Pigott erforscht. Das Grabungsgebiet ist etwa 5 ha groß und ließ Abfall aus geschmolzenen Metallen und von Haushalten bis in vier Meter Tiefe zum Vorschein kommen.

## Funde
Pigott fand Hinweise auf die Verarbeitung von Kupfer aus den nahe gelegenen Hügeln. Daneben fand man eine jungsteinzeitliche Grabanlage, die teilweise unter den bronzezeitlichen Gräbern liegt. Aufgrund der Radiokohlenstoffdatierung geht man davon aus, dass die Gegend um etwa 2300 bis 500 v. Chr. bewohnt war.
Die älteste Siedlungsstufe weist noch keine Kupferverarbeitung auf, dies entsteht um 1500 v. Chr. Das Kupfer wurde aus dem nahe gelegenen Khao Tab Kwai gewonnen.